# Dexter's Laboratory: Ego Trip
Dexter's Laboratory: Ego Trip (en Hispanoamérica, El laboratorio de Dexter: El viaje de Dexter y en España, El laboratorio de Dexter: Viaje al ego), es una película de televisión basada en la serie Dexter's Laboratory y estrenada el 10 de diciembre de 1999. En esta película Dexter viaja en el tiempo para poder descubrir como salvar el futuro.

## Sinopsis
La película empieza con que Cerebro trata de robar el Núcleo Neurotómico de Dexter, pero este lo evita. Luego de deshacerse de Cerebro, Dexter vuelve a su trabajo, pero es interrumpido por Dee Dee. Dexter le dice que se vaya, pero Dee Dee entra en una máquina del tiempo, donde poco después aparecen unos robots para destruir a la persona que salvó el futuro. Dexter logra derrotarlos y decide viajar en el tiempo para averiguar cómo fue que salvo al futuro. En la primera parada, Dexter llega a su casa y su laboratorio normal, pero como está habitado por otras personas, estos lo delatan con la policía por no tener un número de identificación, pero logra escapar temporalmente para luego ser atrapado por un robot, que después de analizar su pupila lo lleva a su "trabajo" (a lo que Dexter analiza que probablemente sea donde este su futuro "Yo"), sin embargo al llegar descubre que el "trabaja" en la compañía de Cerebro, donde este abusa física y psicológicamente de sus empleados, especialmente de su futuro "Yo", el cual es un debilucho, tímido y cobarde (totalmente lo opuesto a lo que es en realidad), cuando finalmente se encuentra con su futuro "yo" (entre 16 - 25 años de edad aproximadamente), los dos Dexters tienen una fuerte discusión, hasta que finalmente el niño convence a su futuro "yo" de rebelarse contra Cerebro. Una vez que los dos Dexters se van en la máquina del tiempo, el Cerebro de esta época entra al cubículo de Dexter y roba el Núcleo Neurotómico. En la segunda parada los Dexters caen a un museo idéntico al laboratorio original de ellos, para luego descubrir que viven en un utópico mundo, esto gracias a sus inventos y la derrota de Cerebro (cuyo cerebro y conciencia se encuentran en un frasco, dado que su cuerpo fue destruido), cuando se contacta con el Dexter de esta época descubren que ya tiene más de 70 años de edad y por esto no logra recordar como fue que "salvo al futuro". Dispuestos a averiguarlo, deciden viajar nuevamente en el tiempo al momento exacto donde triunfan sobre Cerebro y averiguar que paso. Al tercer viaje los tres Dexters se encuentra en un mundo devastado donde la gente tiene la vida y la inteligencia de los cavernícolas, mientras exploran una aldea cercana, Dexter niño se desespera y ayuda a la gente enseñándoles como hacer fuego pero esto despierta la atención de unos robots que automáticamente comienza a destruir la aldea (según ellos porque está prohibido crear "ciencia"), sin embargo son salvados por un misterioso héroe que destruye a los robots, para luego revelarse como el Dexter de esta época (30 - 50 años de edad aproximadamente). Una vez todos se reúnen, el Dexter de esta época les cuenta como fue que el mundo se convirtió en esto: Entre los 16 y los 25 años (época del segundo Dexter), Dexter y Cerebro son contratados por la misma compañía, en donde Dexter rápidamente comienza a opacar a Cerebro con sus inventos revolucionarios, Cerebro mientras tanto, opta por robar los inventos de Dexter y presentarlos como suyos, al hacer esto, rápidamente comienza a subir de puesto en la compañía hasta que finalmente se convierte en el presidente de la corporación. Dexter por su parte, desesperado por el robo de sus inventos y ver como Cerebro comienza a apoderase del mundo, sufre un ataque de ira y se adentra en las profundidades de la tierra (donde sus músculos se desarrollan enormemente y de paso queda completamente calvo), mientras tanto, Cerebro roba el Núcleo Neurotómico y lo utiliza en una máquina que afecta las mentes de las personas, volviéndolas retrasadas e ignorantes. Finalmente cuando Dexter emerge a la superficie se encuentra con este apocalíptico mundo y decide luchar contra Cerebro para salvarlo, pero la superioridad de recursos de Cerebro hacen que esta misión sea casi imposible. Después de escuchar su historia los otros Dexters le informan que ellos saben donde esta el viejo laboratorio (dado que aquí fue donde llegaron), tras esto los cuatro Dexters se disponen a construir un robot lo suficientemente poderoso para enfrentarse a Cerebro. En el clímax de la historia los Dexters se dirigen a la fortaleza de Cerebro (el cual es ahora un enorme gordo), este lanza sus tropas para que detengan la nave de los Dexters. Poco a poco la nave va siendo destruida, pero finalmente logra llegar a la fortaleza y los Dexters encaran a Cerebro, este por su parte transporta a los Cerebro de las épocas respectivas a cada Dexter iniciando el enfrentamiento entre todos. Dexter niño y Cerebro niño comienzan peleando con palmadas, el Joven Dexter es maltratado por el Joven Cerebro (dado que Dexter le tiene demasiado miedo para enfrentarlo), el Dexter viejo y el Cerebro viejo solo se insultan y finalmente el Dexter adulto se enfrenta en una titánica pelea al Cerebro adulto, el cual se aprovecha de su grúa para pelear. La pelea finaliza con los Dexters siendo derrotados por los Cerebros (cada uno a su modo), culminando con el Joven Cerebro arrojando y destruyendo las gafas del Joven Dexter, este acto enfurece a Dexter y lo hace llenar de valor, para luego terminar golpeando al Joven Cerebro, con lo cual reclama las gafas de este como suyas. Después de noquear al segundo Cerebro, el segundo Dexter, descubre que si cambian los polos de negativo a positivo en el Núcleo Neurotómico se salvara el planeta. Motivados por este Dexter los otros encuentran la manera de derrotar a sus respectivos Cerebros y se dirigen a cambiar los polos del Núcleo, los Cerebro por su parte se lanzan a detener a los Dexters, acabando estos en una cadena, en la que al final de esta se encuentra Dexter niño, los Dexters (empezando por el viejo) comienzan a animarlo diciéndole: "¡Hazlo, Dexter! ¡Hazlo!", finalmente cuando Dexter está a punto de oprimir el botón del cambio de polos, Dee Dee llega desde la máquina del tiempo (enamorando por su paso a los cuatro Cerebros), y se acerca al botón de cambio de polos diciendo su típica frase: "Uhhh... ¿Qué hace este botón?". Dee Dee al cambiar los polos el sistema se inicia, por lo que ella se devuelve en la máquina del tiempo. Al cambiar los polos la gente del mundo comienza a recuperarse de su estado de ignorancia y la fortaleza de Cerebro comienza a destruirse, los Cerebros son transportados a sus épocas respectivas y la onda de energía sobrecarga la cabeza de Cerebro haciendo que este explote y solo quede su cerebro agonizando (explicando por qué su "yo" viejo es un cerebro). Tras el derrumbe de la fortaleza, el Dexter viejo recuerda todos los eventos y revela que fue Dee Dee quien salvo al futuro. Impactados y enfurecidos, los demás Dexters fabrican un grupo de robots para destruirla usando los restos de los robots de Cerebro (los mismos robots que Dexter destruyó al comienzo de la película), sin embargo les dan las muy poco específicas órdenes de destruir "al que salvo el futuro", por lo cual los robots se van. Después de esto el Dexter adulto informa que con el Núcleo Neurotómico podrá restaurar el mundo, a lo que los Dexters se despiden y regresan a sus respectivos tiempos. Al volver, Dexter niño se ve a sí mismo destruyendo a los robots que acaba de enviar (evento al principio de la película) dándose cuenta de que dentro de poco ese yo va a viajar en el tiempo y Dexter con esto se confunde y decide no darle mucha importancia al tema. En la última escena de la película, Dexter está desayunando en la cocina cuando en ese momento llega Dee Dee, pero el muy molesto todavía por lo que pasó en el viaje, recoge sus cosas y se marcha, a lo que ella queda confundida, dando a entender que Dexter no le perdonó a Dee Dee que ella haya salvado al mundo.

## Controversia
Oficialmente la película se clasificó como PG, pero debido a su humor crudo y negro se clasificó como PG-13 por la escena en la que Cerebro es destruido y su cerebro se mueve en el suelo en pedazos o por los latigazos que recibe número 12 (Dexter) en el despacho de Cerebro.

## Intención original
La serie fue originalmente cancelada al final de la segunda temporada, pero el creador de la serie: Genndy Tartakovsky regresó en 1999 (la segunda temporada terminó en 1998) para dirigir y escribir la película. Esta fue la última producción que Tartakovsky estaría involucrado en El laboratorio de Dexter y originalmente sería el final de la serie, hasta que anunciaron la renovación de la serie en 2001.
- Datos: Q5804816